# Licinià
|  | Aquest article tracta sobre l'usurpador del tron imperial romà. Vegeu-ne altres significats a «Licinià (desambiguació)». |

Juli Valent Licinià (en llatí Julius Valens Licinianus) usurpà el tron imperial romà l'any 250.
Pel que sembla, Licinià, que era senador, tenia el suport del Senat romà i de diferents sectors de la població quan va iniciar la revolta contra Deci, quan aquest es trobava lluitant contra els Gots. No obstant això, Valerià I, que tenia Roma sota la seva responsabilitat, va tenir pocs problemes per acabar amb la revolta.
Poc més se sap de Licinià. Podria ser el mateix personatge que Valent (Valens), que també es va revoltar contra Deci l'any 250 i va ser ràpidament executat.